# Чжан Цзо
Чжан Цзо (кит. трад. 張祚, упр. 张祚, пиньинь Zhāng Zuò, до 327—355), взрослое имя Тайбо (太伯) — первый правитель государства Ранняя Лян, официально объявивший о разрыве с империей Цзинь.

## Биография
Старший сын Чжан Цзюня, который по неизвестной причине сделал своим наследником не его, а второго сына Чжан Чунхуа. Имел титул «Чаннинский хоу» (長寧侯). Когда Чжан Чунхуа взошёл на престол, то доверял старшему брату, и долгое время полагал, что тот будет регентом при его наследнике Чжан Яолине. В 353 году, заболев, Чжан Чунхуа, однако, решил назначить регентом при сыне генерала Се Ая, но Чжан Цзо перехватил этот приказ, и вместо этого подделал приказ о назначении регентом себя. После смерти Чжан Чунхуа на престол формально вступил 9-летний Чжан Яолин, но реальная власть оказалась в руках Чжан Цзо.
Чжан Цзо вступил в связь с матерью Чжан Чунхуа и, заручившись её поддержкой, в начале 354 года сместил Чжан Яолина и сел на трон сам. Вскоре после этого он совершил поступок, на который не решались его предшественники: официально отказался от летоисчисления империи Цзинь и ввёл собственное. Его предшественники использовали цзиньский титул «Сипинского удельного гуна» (西平郡公) — он присвоил себе новый, более высокий (источники расходятся в том, какой именно: «Книга Цзинь» утверждает, что он провозгласил себя императором, а «Цзы чжи тун цзянь» — что Лянским князем (凉王)).
Вскоре цзиньский генерал Хуань Вэнь начал наступление на государство Ранняя Цинь. Чжан Цзо отправил генерала Ван Чжо на помощь цзиньскому генералу Сыма Сюню, командовавшему у Хуань Вэня вспомогательными силами, и Ван Чжо прислал доклад о том, что Хуань Вэнь обладает большими амбициями и ведёт большую армию. Чжан Цзо запаниковал, попытался убить Ван Чжо (но не преуспел в этом), и стал собирать большую армию, чтобы в случае, если Хуань Вэнь уничтожит Раннюю Цинь, а затем повернёт против Ранней Лян, сопротивляться ему, или хотя бы быть в состоянии убежать. Однако Хуань Вэнь был вынужден повернуть обратно из-за отсутствия продовольствия, и Чжан Цзо атаковал Ван Чжо, который после этого перешёл на сторону Ранней Цинь.
Вскоре после этого против Чжан Цзо восстали генералы Чжан Гуань и Сун Хунь, решившие вернуть трон Чжан Яолину. Узнав об этом, Чжан Цзо убил Чжан Яолина, но восставшие генералы продолжили путь на столицу Гуцзан, где при их приближении подняли восстание брат Чжан Гуаня Чжан Цзюй и его сын Чжан Сун. Чжан Цзо был убит, а на престол был возведён младший брат Чжан Яолина — Чжан Сюаньцзин.